# Фторид тория-пентакалия
Фторид тория-пентакалия — неорганическое соединение,
двойной фторид калия и тория с формулой K5ThF9,
кристаллы,
не растворяется в воде.

## Физические свойства
Фторид тория-пентакалия образует кристаллы
ромбической сингонии,
пространственная группа A mam,
параметры ячейки a = 1,083 нм, b = 1,287 нм, c = 0,790 нм, Z = 4.
Не растворяется в воде.